# Kozhla-Ava Chasma
Kozhla-Ava Chasma is een kloof op de planeet Venus. Kozhla-Ava Chasma werd in 1985 genoemd naar Kozhla-Ava, dame van het woud in de Mari-cultuur.
De kloof heeft een lengte van 581 kilometer en bevindt zich in het quadrangle Fortuna Tessera (V-2).